# Edwardsina fuscipes
Edwardsina fuscipes är en tvåvingeart som beskrevs av Edwards 1929. Edwardsina fuscipes ingår i släktet Edwardsina och familjen Blephariceridae. Inga underarter finns listade i Catalogue of Life.